# Thure von Uexküll
Thure von Uexküll (Heidelberg, 15 de março de 1908 — Freiburg im Breisgau, 29 de setembro de 2004) foi um médico e linguista alemão, pai da psicossomática e da biossemiótica. Desenvolveu, de acordo com a abordagem medicinal, os estudos de seu pai, Jakob von Uexküll, sobre sistemas vivos.
De 1955 a 1965, foi diretor do Departamento de Ambulatório Médico da Universidade de Giessen e, de 1966 a 1977, do Departamento de Medicina Interna e Psicossomática da Universidade de Ulm. Em 1994, recebeu o título de Doutor Honorário da Universidade de Tartu.